# Aptitud (biología)
La aptitud,  adecuación biológica o eficacia biológica (en inglés fitness, denotada a menudo como {\displaystyle w} en los modelos de genética de poblaciones) es el número de descendientes probables que tiene un organismo a lo largo de su vida. 
Describe la capacidad de un individuo de reproducirse con cierto genotipo, esto es la proporción de los genes de un individuo en los genes totales de la siguiente generación. Si las diferencias entre genotipos distintos afectan a la aptitud, entonces las frecuencias de los genotipos cambiarán a lo largo de las generaciones; los genotipos con mayor aptitud se harán más comunes. Este proceso  donde las poblaciones con menor aptitud van desapareciendo en el tiempo y las poblaciones con mayor aptitud prevalecen se llama selección natural.
La idea mal re-fraseada de Herbert Spencer "la supervivencia del mas apto" (survival of the fittest) no hace referencia a la tasa de supervivencia de los organismos en su tiempo de vida, sino que hace referencia al individuo o población que dejará más copias genéticas en las siguientes generaciones.
En términos genéticos puede definirse como la contribución promedio de un alelo a las siguientes generaciones:
{\displaystyle W=lm}
donde W=Adecuación absoluta; l=Supervivencia y m=fecundidad.
La adecuación relativa o eficacia biológica relativa es una medida utilizada al comparar varias adecuaciones donde éstas son relativizadas con respecto a alguna otra adecuación (generalmente la más alta).